# Magnacario
Magnacario, in latino Magnacharius, (... – fl. VI secolo) risulta, secondo i documenti del vescovo Mario di Avenches, fu un duca franco-alemannico nella diocesi di Avenches dal 555 al 565.

## Biografia
Fu il successore di Butilino. Il suo successore come duca fu Vaefaro.
Magnacario fu il padre di Marcatrude, che sposò Gontranno, re dei Franchi a Orléans, prima del 561. Un altro suo figlio fu il maggiordomo di palazzo Wandelino.